# FK Nevėžis
El FK Nevėžis es un equipo de fútbol de la ciudad de Kėdainiai, Lituania que juega en la Pirma lyga, la segunda división de fútbol en el país.

## Historia
Fue fundado en el año 1946 en la ciudad de Kedainiai con el nombre Žalgiris Kėdainiai tras la ocupación soviética en Lituania, pero fue hasta la década de los años 1960s que el club comenzó a ver triunfos, en donde ganaron el título de la A Lyga en 3 ocasiones y la Copa de Lituania 5 veces, justo después de cambiar su nombre por el actual en 1962. 
Tras la caída de la Unión Soviética y la independencia de Lituania, el equipo jugó en la A Lyga, pero los resultados no han sido los mismos de antes, ya que han pasado entre la segunda y tercera categoría del fútbol de Lituania con pocas apariciones en la A Lyga.

## Palmarés
- A lyga: 3

1966, 1972, 1973
- Copa de Lituania: 5

1967, 1968, 1970, 1972, 1973